# Nyanga (fleuve)
La Nyanga est un fleuve d'Afrique dont le cours se situe principalement au Gabon, dans la province éponyme de la Nyanga.
Par sa longueur de 600 km, la Nyanga est le second fleuve du Gabon, après l'Ogooué. Prenant sa source au Gabon dans le Massif du Chaillu, elle traverse le département congolais de Niari, puis la province gabonaise de la Nyanga, dont la capitale provinciale, Tchibanga, et elle se jette dans l'Océan Atlantique.
Son affluent principal est la rivière Moukalaba.